# تتسو سوگییاما
تتسو سوگییاما (انگلیسی: Tetsu Sugiyama؛ زادهٔ ۲۶ ژوئن ۱۹۸۱) بازیکن فوتبال اهل ژاپن است.
از باشگاه‌هایی که در آن بازی کرده‌است می‌توان به باشگاه فوتبال کونسادول ساپورو و باشگاه فوتبال کاشیما آنتلرز اشاره کرد.